# Alexander Lungwitz
Alexander Lungwitz (* 4. August 2000 in München) ist ein deutscher Fußballspieler. Er ist als linker Flügelspieler oder Innenverteidiger einsetzbar.

## Karriere

### Vereine
Lungwitz wurde in München geboren, lebte aber mit seiner Familie in Günzenhausen, einem Ortsteil von Eching im Landkreis Freising. Dort begann er als Fünfjähriger beim TSV Eching mit dem Vereinsfußball und nahm mit dessen E-Jugend zweimal am Merkur Cup, dem weltweit größten Turnier für diese Altersklasse, teil. Dieses gewannen meistens die großen Münchner Vereine FC Bayern und TSV 1860 und deren Scouts nutzten diese Veranstaltung auch zu Sichtungszwecken. So sprach Jan Pienta, Scout des FC Bayern, Lungwitz' Eltern auf ihren Sohn Alexander an. Er riet dem Jungen, es beim SE Freising zu versuchen, dem sich dieser aber erst als C-Jugendspieler anschloss nach einem Jahr in Freising ging es dann weiter in den älteren C-Jugendjahrgang des FC Bayern.
Das erste Jahr bei den Münchnern verlief aber nicht zufriedenstellend für den jungen Spieler. Eigenen Aussagen zufolge saß er zumeist nur auf der Bank und merkte irgendwann selbst, dass er schlichtweg „nicht gut genug“ war. In dieser für ihn schwierigen Zeit genoss er den Rückhalt seiner Eltern, die ihn nicht unter Druck setzten und ihm die Entscheidung überließen, aufzugeben oder weiter an sich zu arbeiten. In seinem letzten Jahr in der B-Jugend kam der mittlerweile 16-Jährige endlich zu regelmäßigen Einsätzen und konnte sich in der Viererkette neben Lars Lukas Mai, Daniel Jelisic und Alexander Nitzl auf der linken Außenbahn festspielen, während Franck Evina oder Oliver Batista-Meier die Tore zur Meisterschaft beisteuerten. Zu Beginn der Zeit in der U19 rückte Lungwitz, der sich erst an das höhere Niveau gewöhnen musste, auch manches Mal in die Innenverteidigung oder ins linke Mittelfeld. Im zweiten Jahr war er hingegen neben Chris Richards, Josip Stanišić und Thomas Rausch wieder fester Bestandteil des Defensivverbunds. Der Verteidiger vertrat einige Male Stanišić als Spielführer und trat mit dem Team in der UEFA Youth League an.
Im Sommer 2019 hätte Lungwitz die Möglichkeit gehabt, für die zweite Herrenmannschaft der Bayern in der 3. Liga zu spielen, stand aber durch seine Leistungen im Verein und in den Jugendnationalteams auch im Fokus anderer Klubs. Da ihn die „Philosophien des Vereins und des Trainers überzeugt“ hatten, wechselte der Spieler schließlich zur SpVgg Greuther Fürth. Bei den Franken hatte er jedoch Maximilian Wittek wie auch David Raum auf der linken Außenbahn vor sich, weshalb er zwar mit den Profis trainierte, aber nur für das Regionalligateam spielte. Die Fürther U23 spielte, anders als die Münchner Jugendteams, häufiger lange Bälle und achtete weniger auf eine „schöne“ Spielweise, weshalb der Bayer auch hier zu Anfang Schwierigkeiten hatte. Nach der monatelangen Saisonunterbrechung, die der COVID-19-Pandemie geschuldet war, kam der Münchner in der 2. Bundesliga, in der nach zwei Monaten wieder gespielt wurde, weiterhin nicht zum Zug. Denn auch im vergangenen Dreivierteljahr hatte er die für den professionellen Bereich nötige Körperlichkeit und das Tempo noch nicht erlangen können.
Die bayerische Regionalliga nahm zwar im September 2020 wieder ihren Spielbetrieb auf, Lungwitz wurde jedoch für ein Jahr an seinen alten Verein Bayern München, der eine Kaufoption besaß, verliehen. Dessen zweite Mannschaft, mittlerweile amtierender Drittligameister, hatte seinen Stammlinksverteidiger Derrick Köhn an Willem II Tilburg verloren und keinen neuen Spieler für diese Position verpflichtet oder aus der Jugend berufen. Im Oktober 2020 stand Lungwitz zudem erstmals bei einem Pflichtspiel der Profimannschaft im Kader, beim Erstrundenspiel des DFB-Pokals gegen den fünftklassigen 1. FC Düren, welches nach Heimrechttausch in der Allianz-Arena stattfand, saß er auf der Reservebank. Bei jenem Spiel wurde allerdings seitens Trainer Hansi Flick auf mehrere Stammspieler verzichtet, die teils noch am Vortag mit ihren Nationalmannschaften im Einsatz gewesen waren und zudem nur zwei Tage später zum Bundesligaspiel in Bielefeld antreten mussten. In Trainer Holger Seitz’ Fünferkette wurde häufig rotiert und Lungwitz, der mit einem kicker-Notenschnitt von 3,59 zu den schlechteren Abwehrspielern des Teams gehörte, kam auf 17 Drittligaeinsätze auf der linken Seite im Wechsel mit Rémy Vita. Die Münchner hatten in puncto Gegentreffern jedoch die viertschwächste Defensive und stiegen als Achtzehnter in die Regionalliga ab, was bis dato noch keinem amtierenden Drittligameister widerfahren war.
Nach Ablauf seines Leihvertrags kehrte Lungwitz nicht nach Fürth zurück, sondern verblieb in der 3. Liga, wo er zum Zweitligaabsteiger Würzburger Kickers wechselte. Dieser hatte die Verträge diverser Abwehrspieler nicht verlängert, so unter anderem vom linken Außenverteidiger Arne Feick. In der Saison 2021/22 kam Lungwitz auf 19 Drittligaeinsätze und stand nur 11-mal in der Startelf. Für die Kickers endete die Spielzeit im zweiten Abstieg in Folge, woraufhin er den Verein verließ.
Im Oktober 2022 schloss sich Lungwitz der zweiten Mannschaft des FC St. Pauli in der Regionalliga Nord an.
Nach einer Saison in Hamburg wechselte Lungwitz zur Saison 2023/24 in die 3. Liga zur zweiten Mannschaft des SC Freiburg. Am Ende der Saison stand der Abstieg in die Regionalliga Südwest fest. Lungwitz' Vertrag wurde nicht verlängert, er blieb bis Januar 2025 vereinslos und schloss sich dann dem Bayernligisten FC Pipinsried an.

### Nationalmannschaften
Mit der U17 nahm Lungwitz mit seinem Teamkameraden Lars Lukas Mai und Mitspielern wie Maurice Malone, Yannik Keitel und Dennis Jastrzembski am Turnier um den Algarve Cup in Portugal teil. Für die U19  spielte der Verteidiger hingegen sechsmal gemeinsam mit den späteren Profis wie Yann Aurel Bisseck und Jordan Beyer als Teil der Viererabwehrkette.

## Erfolge
FC Bayern München
- Deutscher B-Juniorenmeister: 2017